# Jutiapa (Guatemala)
Jutiapa é uma cidade da Guatemala do departamento de Jutiapa. Esta cidade é a capital do departamento.
Está localizada a 124 km da capital da Guatemala.